# Jistrum
Jistrum (niederländisch Eestrum) ist ein niederländischer Ort am Rande des Bergumer Meer mit 935 Einwohnern (Stand: 1. Januar 2024). Er gehört zur Gemeinde Tytsjerksteradiel. Jistrum hat eine historische Kirche, gebaut im Mittelalter (um 1230).